# Прибережна башта Польської брами
Прибережна башта Польської брами — належить до системи укріплень Нижньої Польської брами Кам'янця-Подільського. Первісно напівкругла з прямим кутом на сході, трьох'ярусна.

## Історія
Башта входить в систему укріплень Нижньої Польської брами. На плані міста 1735 р., авторства архітектора Яна де Вітте, башта вперше показана каплеподібною в плані. З півночі до башти примикає новозбудований оборонний мур утворюючи оборонну лінію вздовж русла річки. На плані міста 1773 р. башта позначена латинськими літерами «uu» як «Башта Стара».

## Опис
Збереглися руїни башти, між'ярусні перекриття та дах башти — втрачені. Башта кам'яна, кругла в плані, з прямим кутом зі східного боку, по центрі розташовувався пілон. Законсервована західна частина башти з бійницями — кам'яна, мурована, дугоподібна, довжиною 14,5 м. Висота збережених стін башти на рівні 2-го ярусу перемінна 2-5 м, товщина — 2,5 м. Частково розчищений нижній ярус башти на висоту 1,2 м. У середині башти на рівні 1 ярусу на глибині 0,8 м від денної поверхні виявлено рештки кам'яної стіни дугоподібної форми розміром 1,2 м, яка вимурована паралельно контуру башти на відстані 1,5 м. На рівні 2-го ярусу на західному фасаді башти збережено рештки кам'яного муру шлюзової системи шириною до 2,5 м.